# Скуби-Ду! Номер или лакомство
„Скуби-Ду! Номер или лакомство“ (на английски: Trick or Treat Scooby-Doo!) е американски издаден директно на видео анимационен филм от 2022 г., продуциран от „Уорнър Брос Анимейшън“ и е разпространен от „Уорнър Брос Хоум Ентъртейнмънт“. Той е тридесет и седмия филм от филмовата поредица „Скуби-Ду“ и е пуснат дигитално на 4 октомври 2022 г. и на DVD от 18 октомври 2022 г.

## Актьорски състав
- Франк Уелкър – Фред Джоунс, Скуби-Ду, Руди и граф Нефарио
- Грей Делайл – Дафни Блейк, Дейзи, Олив, Мускетарка 1
- Матю Лилард – Шаги Роджърс, Крагли, Капитан Кътлър
- Кейт Микучи – Велма Динкли, Хелга
- Мирна Веласко – Коко Диабло
- Дий Брадли Бейкър – Естебан, г-н Уикълс, Кат Ман
- Джеф Бенет – Чарли Хъмдрум, Ханк
- Антъни Кариган – Тревър Глъм, Фермър
- Ерин Фицджералд – Дете в библиотеката, Момиче-супергероиня, Мускетарка 2

## Премиера
„Скуби-Ду! Номер или лакомство“ е пуснат дигитално на 4 октомври 2022 г., а после е пуснат на DVD на 18 октомври 2022 г. от „Уорнър Брос Хоум Ентъртейнмънт“ (чрез „Студио Дистрибюшън Сървисъс“).
Филмът направи телевизионната си премиера по „Картун Нетуърк“ на 14 октомври 2022 г., и тогава се излъчва в стрийминг платформата „Ейч Би О Макс“ на същия ден.

## ЛГБТ+ репрезентация
В този филм Велма Динкли е влюбена в жена – Коко Диабло. Това потвърждава дългогодишните интернет спекулации на фенове на поредицата, твърдящи, че Велма е лесбийка или бисексуална. Тя е първият персонаж на Хана-Барбера, който е представен като ЛГБТ.

## В България
В България филмът е достъпен и в стрийминг платформата „Ейч Би О Макс“.

### Синхронен дублаж
| Роля                  | Изпълнител       |
| --------------------- | ---------------- |
| Скуби-Ду              | Георги Спасов    |
| Шаги                  | Георги Стоянов   |
| Фред                  | Кирил Бояджиев   |
| Дафни                 | Златина Тасева   |
| Велма                 | Татяна Етимова   |
| Коко Диабло           | Симона Стоянова  |
| Тревър                | Здравко Димитров |
| Чарли Хъмдръм         | Здравко Димитров |
| Олив                  | Василка Сугарева |
| Библиотекарка         | Василка Сугарева |
| Шериф                 | Петър Върбанов   |
| Колинс                | Петър Върбанов   |
| Граф Фредерих Нефарио | Петър Върбанов   |

| Обработка           | Александра Аудио |
| ------------------- | ---------------- |
| Режисьор на дублажа | Василка Сугарева |
| Преводач            | Силвия Вълкова   |